# Дятел-смугань коста-риканський
Дятел-смуга́нь коста-риканський (Piculus simplex) — вид дятлоподібних птахів родини дятлових (Picidae). Мешкає в Центральній Америці.

## Опис
Довжина птаха становить 18 см, вага 51-55 г. Верхня частина тіла темно-зелена, груди пістряві, зеленувато-білі, живіт оливково-коричневий, поцяткований білими плямами. Довгі темно-зелені стернові пера мають клиноподібну форму і слугують опорою при вертикальному русі по стовбуру дерева. У самців тім'я, потилиця, шия і щоки яскраво-червоні, у самиць лише тім'я. Дзьоб темно-сірий, колір очей варіюється від блакитного до жовтуватого, лапи оливково-сірі.

## Поширення і екологія
Коста-риканські дятли-смугані поширені на заході Гондурасу, Нікарагуа, Коста-Рики і Панами. Вони живуть в рівнинних тропічних лісах на висоті до 900 м над рівнем моря. Не мігрують.

## Поведінка
Коста-риканські дятли-смугані живуть поодинці або парами. Харчуються комахами та їх личинками. Шукають їжу на землі та у гнилій деревині. Сезон розмноження триває з лютого по травень. Дупла створюють в стовбурах мертвих дерев на висоті від 2,5 до 5 м над землею. В кладці 2-4 яйця.